# Wojciech Lipczyk
Wojciech Lipczyk (ur. 1943 w Jankowicach w powiecie rawskim) – polski poeta, pisarz, rzeźbiarz i autor tekstów satyrycznych. 

## Życiorys
W młodości uczył się w Liceum Ogólnokształcącym w Rawie Mazowieckiej oraz warszawskim Technikum Radio-Telewizyjnym. Ukończył studia w Szkole Głównej Planowania i Statystyki, po czym pracował jako ekonomista w Stołecznej Komisji Planowania Gospodarczego oraz Polskiej Izbie Handlu Zagranicznego. W latach 80. poświęcił się sztuce, zostając artystą plastykiem i rzeźbiarzem (uzyskał uprawnienia Ministerstwa Kultury i Sztuki w 1987). Był związany z Pracownią Sztuki Dekoracyjnej w Warszawie (d. Bracia Łopieńscy). 
Występował jako poeta i autor tekstów satyrycznych w Piwnicy Warszawskiej, będącej konkurencją dla Piwnicy pod Baranami. Jest autorem tekstów piosenek, wierszy, satyr i opowiadań publikowanych w amerykańskiej prasie polonijnej. Od 1998 do 2005 współpracował z Olgą Lipińską, pisząc teksty piosenek do jej Kabaretu (m.in. Wolny najmita, Ryngraf, Elita będzie inteligencją za circa trzy pokolenia...). 
Jest mężem Anny z Łopieńskich Lipczyk, z którą prowadzą wspólnie pracownię brązowniczą w Warszawie przy ul. Poznańskiej 24.